# Dietenburg
Die Dietenburg ist eine abgegangene Höhenburg in der Marktgemeinde Ligist in der Weststeiermark. Die Geschichte der Burg reicht bis in den Beginn des 11. Jahrhunderts zurück. Sie stellt damit eine der ältesten urkundlich erwähnten Burganlagen in der Steiermark dar.

## Standort und Name
Die genaue Lage des Burgstalls ist heute nicht mehr genau bestimmbar. Die Burg befand sich vermutlich auf dem Dietenberg, welcher sich im Nordosten der heutigen Marktgemeinde Ligist befindet.
Eine massive mittelalterliche Schuttschicht, welche 1976/77 bei Grabungen des Joanneums an der Höhensiedlung am Dietenberg angeschnitten wurde, lässt vermuten, dass die Burg sich auf dem östlichen Sporn des Dietenberges befand, unweit eines heutigen Wasserhochbehälters (bei dessen Bau die Burganlage weitgehend zerstört wurde).
Der Namensteil Dieten- leitet sich vom Männernamen Dioto ab, welcher eine Kurzform eines mit dem althochdeutschen diot für Volk zusammengesetzten Namens ist. Der Burgname bedeutet also so viel wie Burg des Dioto.

## Geschichte
Die Dietenburg wurde vermutlich um das Jahr 1000 direkt von den Eppensteinern oder in deren Auftrag auf dem Dietenberg errichtet, um die entlang der Kainach verlaufende Straße von Judenburg in die Mark an der Mur zu überwachen. Es ist möglich, dass die Dietenburg am Standort eines älteren slawischen Wehrbaues errichtet wurde. Die einzige urkundliche Erwähnung der Dietenburg stammt aus einer Grenzbeschreibung der Pfarre Piber aus der Zeit um 1066. Sie stellt damit neben der Primaresburg eine der ältesten urkundlich belegten Burgen in der Steiermark dar und wird in der Fachliteratur zur steirischen Geschichte des 11. Jahrhunderts erwähnt.
Die von den Eppensteinern auf der Dietenburg eingesetzten Dienstmannen übersiedelten wahrscheinlich später nach Ligist und errichteten vermutlich gegen Ende des 12. Jahrhunderts die Burg Ligist. Wann die Dietenburg verlassen wurde, ist nicht bekannt.

## Beschreibung
Laut Robert Baravalle und Herwig Ebner erstreckte sich die ehemalige Burganlage über zwei bewehrte Plateaus. Auf diesen Plateaus sind noch teilweise die Mauerzüge, welche heute unter der Grasnarbe liegen erkennbar.